# 무기 화합물
무기 화합물(無機化合物, 영어: inorganic compound, 간단히 무기물)은 유기 화합물 이외의 화합물이며, "무기"라는 뜻 그대로 생명력이 없고 생물적이지 않은 발생 최초의 형태의 화합물이다. 무기 화합물이 탄소와 수소 원자가 결여되어 있는 반면, 시스템 생물학에서 유기 화합물의 합성은 탄수화물을 분자 구조로 통합시킨다. 유기화학자들은 전통적으로 탄소를 포함하는 모든 분자를 가리켜 유기 화합물로 일컫는데, 다시 말해 기본적으로 무기화학은 탄소가 없는 분자를 다룬다는 것을 의미한다. 그러나 생물학자들은 유기 화합물과 무기 화합물을 탄소 원자의 존재를 조건으로 하지 않는 다른 방법으로 구분하기도 한다. 이를테면 유기 물질의 풀(pool, 저장소)은 부패 조직 안에 살아남은 조직에 물질 대사적으로 통합되지만 분자는 대기의 CO2와 같은 개방된 환경에 산화되므로 이는 무기 화합물의 별개의 풀을 만들게 된다는 것이다. 개방계와 폐쇄계를 다룰 때에는 무기 화합물과 유기 화합물의 구별이 늘 분명하지는 않다. 그 이유는 모든 것이 궁극적으로 지구 위의 다른 모든 것과 연결되기 때문이다.
무기 화합물의 화학적 성질은 원소의 최외각 전자 수에 따라 성질이 다채롭게 변화한다. 특히 전형 원소는 주기율표의 족과 주기에 따라 각각 특이한 성질의 연관이 알려져 있다.
전형 원소
* 1족 원소 - 1H, 3Li, 11Na, 19K, 37Rb, 55Cs, 87Fr
* 2족 원소 - 4Be, 12Mg, 20Ca, 38Sr, 56Ba, 88Ra
* 13족 원소 - 5B, 13Al, 31Ga, 49In, 81Tl
* 14족 원소 - 6C, 14Si, 32Ge, 50Sn, 82Pb
* 15족 원소 - 7N, 15P, 33As, 51Sb, 83Bi
* 16족 원소 - 8O, 16S, 34Se, 52Te, 84Po
* 17족 원소 - 9F, 17Cl, 35Br, 53I, 85At
* 18족 원소 - 2He, 10Ne, 18Ar, 36Kr, 54Xe, 86Rn
전이 금속의 경우 d 전자수의 변화에 따라 고유의 성질을 가지나 단순히 주기율표의 족으로부터 간단히 성질을 예측하는 것이 어려워지고, 원소마다 다채로운 성질을 지니고 있음이 알려져 있다.

## 무기 화합물의 예
금속 (전형 원소, 전이 금속) 및 비금속 (붕소, 규소 등)의 화합물이 있다. 화합물로는 수소 화합물, 산화물, 산소산, 수소화물, 할로젠화물, 황산염, 질산염, 탄산염, 초산염, 금속착물 (배위화합물) 등이 있다.
예를 들자면,
- 황 (S)의 산화물 - 이산화황(SO2)
- 은 (Ag)의 염화물 - 염화은 (AgCl)
- 칼륨 (K)의 질산염- 질산 칼륨 (KNO3)
- 구리 (Cu) 의암민착물 - 헥사암민구리(II)황산염 ([Cu(NH3)6]SO4)

등이 있다.
또, 탄소를 포함하고 있는 화합물 중에 이산화 탄소, 일산화 탄소, 다이아몬드, 탄화 칼슘 등도 무기 화합물로 분류한다. 기타 예는 무기 화합물의 목록을 참조하라.

## 참조
1. ↑  J. J. Berzelius "Lehrbnch der Chemie," 1st ed., Arnoldischen Buchhandlung, Dresden and Leipzig, 1827. ISBN 1-148-99953-1. Brief English commentary in English can be found in Bent Soren Jorgensen "More on Berzelius and the vital force" J. Chem. Educ., 1965, vol. 42, p 394. doi:10.1021/ed042p394
2. ↑  Major textbooks on inorganic chemistry, however, decline to define inorganic compounds: Holleman, A. F.; Wiberg, E. "Inorganic Chemistry" Academic Press: San Francisco, 2001. ISBN 0-12-352651-5

## 같이 보기
- 수소 화합물
- 산화물
- 할로젠 화합물
- 유기 화합물